# Phellocalyx
Phellocalyx es un género de plantas con flores perteneciente a la familia de las rubiáceas. Incluye una sola especie: Phellocalyx vollescenii Bridson (1980).
Es nativo de Tanzania a Mozambique.